# Juan Jesús Posadas Ocampo
Juan Jesús Posadas Ocampo (Salvatierra, 10 novembre 1926 – Guadalajara, 24 maggio 1993) è stato un cardinale e arcivescovo cattolico messicano.

## Biografia
Fu nominato vescovo di Tijuana il 21 marzo 1970. Fu trasferito alla diocesi di Cuernavaca il 28 dicembre 1982. Fu infine promosso arcivescovo di Guadalajara il 15 maggio 1987.
Papa Giovanni Paolo II lo elevò al rango di cardinale nel concistoro del 28 giugno 1991.
Posadas Ocampo venne assassinato il 24 maggio 1993 all'età di 66 anni, nel parcheggio dell'aeroporto internazionale di Guadalajara: la sua automobile fu crivellata con 14 colpi di pistola. Si scoprì in seguito che i mandanti dell'omicidio erano Juan Francisco Murillo Díaz detto "El Güero Jaibo" e Édgar Nicolás Villegas detto "El Negro", membri di spicco del Cartello di Tijuana: essi hanno ordinato l'omicidio del cardinale per la sua inesausta lotta contro il narcotraffico. Posadas Ocampo è stato inserito da Giovanni Paolo II nella lunga lista dei martiri del XX secolo.
Un'altra versione vuole l'arcivescovo vittima di uno scambio di persona: viaggiava infatti su una vettura scambiata per quella di Joaquin "El Chapo" Guzman, boss del Cartello di Sinaloa e rivale cartello locale.
È sepolto nella cattedrale metropolitana di Guadalajara.

## Genealogia episcopale e successione apostolica
La genealogia episcopale è:
- Cardinale Scipione Rebiba
- Cardinale Giulio Antonio Santori
- Cardinale Girolamo Bernerio, O.P.
- Arcivescovo Galeazzo Sanvitale
- Cardinale Ludovico Ludovisi
- Cardinale Luigi Caetani
- Cardinale Ulderico Carpegna
- Cardinale Paluzzo Paluzzi Altieri degli Albertoni
- Papa Benedetto XIII
- Papa Benedetto XIV
- Cardinale Enrico Enriquez
- Arcivescovo Manuel Quintano Bonifaz
- Cardinale Buenaventura Córdoba Espinosa de la Cerda
- Cardinale Giuseppe Maria Doria Pamphilj
- Papa Pio VIII
- Papa Pio IX
- Arcivescovo José María Ignacio Montes de Oca y Obregón
- Arcivescovo Próspero María Alarcón y Sánchez de la Barquera
- Arcivescovo Leopoldo Ruiz y Flóres
- Arcivescovo Luis María Altamirano y Bulnes
- Arcivescovo Manuel Martín del Campo Padilla
- Cardinale Juan Jesús Posadas Ocampo

La successione apostolica è:
- Arcivescovo José Guadalupe Martín Rábago (1992)
- Vescovo Javier Navarro Rodríguez (1992)